# Sandrina Illes
Sandrina Illes (Vienna, 22 settembre 1986) è una triatleta austriaca specializzata nel duathlon.

## Palmarès
- Mondiali duathlon

Fionia 2018: oro nell'individuale.
Pontevedra 2019: argento nell'individuale.
- Europei duathlon

Ibiza 2018: argento nell'individuale.
Targu Mures 2019: argento nell'individuale.